# Heliga Treenighetens katedral, Uleåborg

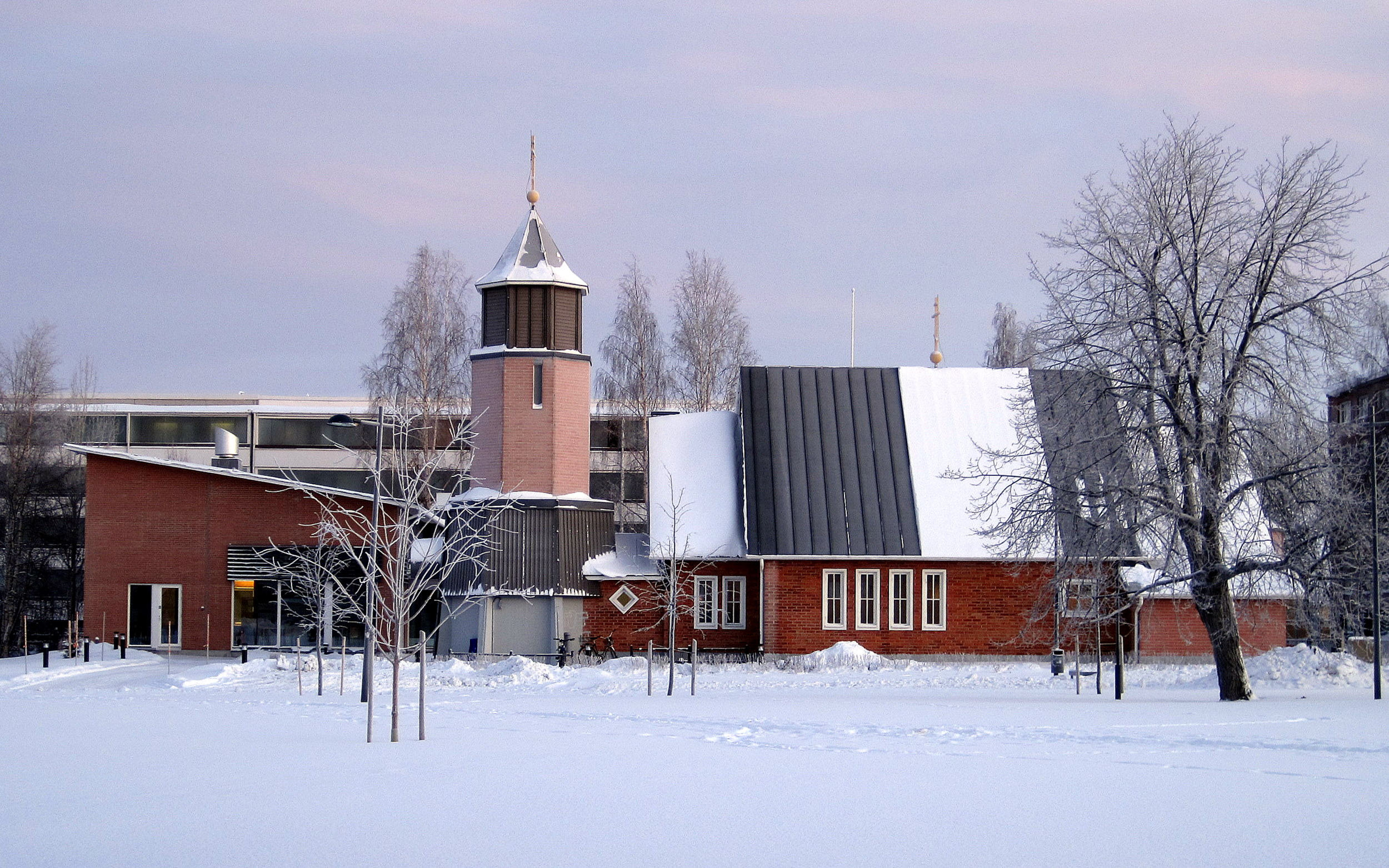
Heliga Treenighetens katedral

Heliga Treenighetens katedral, finska: Pyhän Kolminaisuuden katedraali, är en ortodox kyrkobyggnad i Uleåborg, och den är katedral för Uleåborgs ortodoxa stift, inom den ortodoxa kyrkan i Finland.

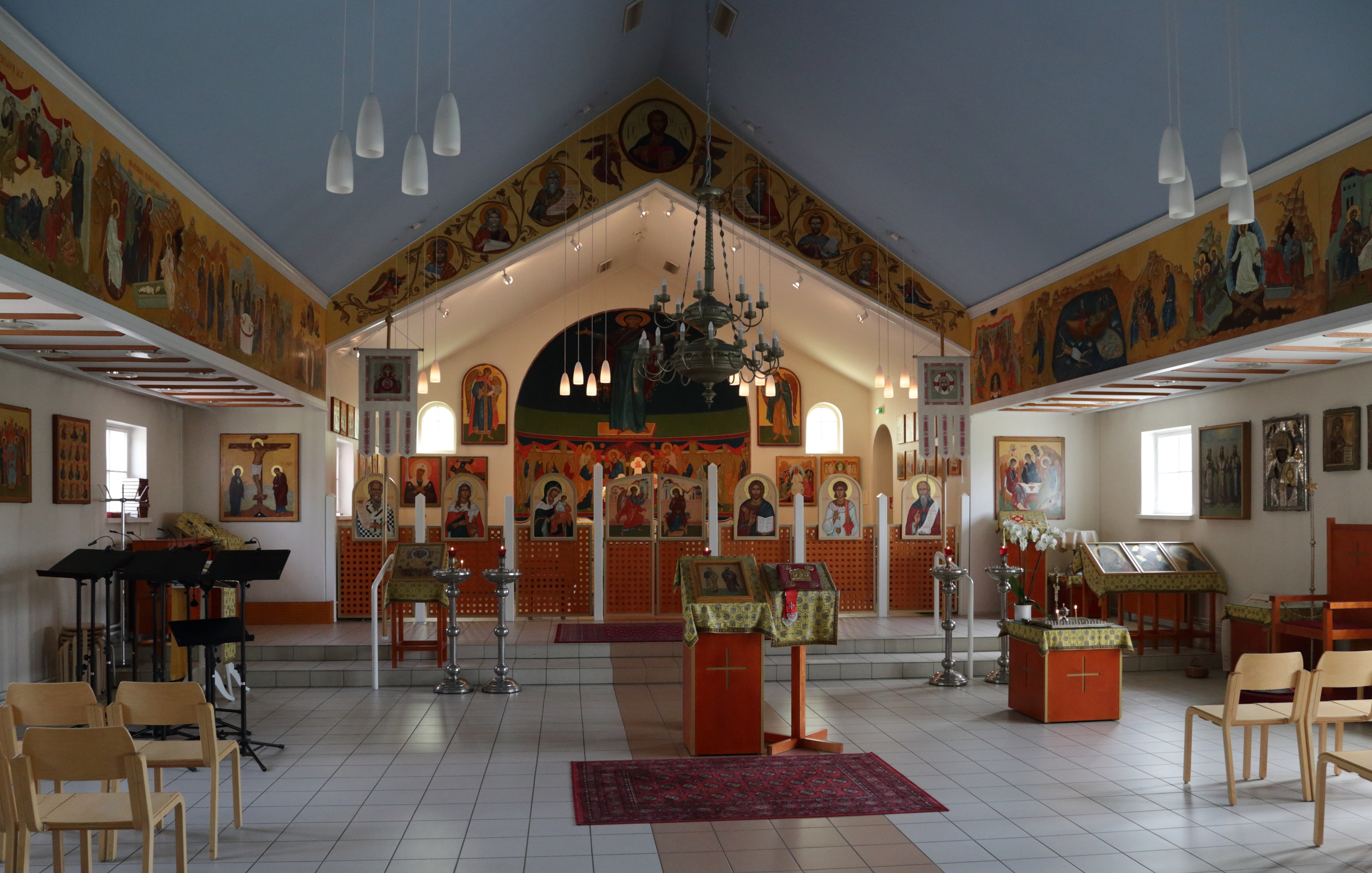
Interiör av katedralen

Heliga Treenighetskyrkan i Uleåborg byggdes år 1957. Kyrkan är ritad av länsarkitekt Mikko Huhtala och den är byggd av oputsad tegel. Kyrkan vigdes av biskop Alexander 1958. Den rektangulära kyrkan är dimensionerad traditionellt. Den centrala delen, kyrksalen har högre sadeltak än altarrummet  i öst och utrymmet mellan kyrksalen och klocktornet. Tornet är massiv, åttkantig betongbyggnad, och den är samtidigt ingång till kyrkan.  I tornet finns sex kyrkklockor.
Den nygrundade Uleåborgs ortodoxa stift inledde sin verksamhet i början av året 1980. Således blev kyrkan stiftets domkyrka med namnet Heliga Treenighetens katedral. Under 2000-talet kyrkan blev renoverad och ombyggd grundligt. Kyrkan fick då en ny ikonostas med nya ikoner. Den förra ikonostasen, som härstammade från kyrkan i Ägläjärvi placerades i ortodoxa kyrkomuseet i Kuopio. De flesta ikoner i den nya ikonostasen och i kyrkan är målade av ikonmålare i Uleåborg.